# Pljučni koren
Pljučni koren (radix pulmonis) so strukture, ki vstopajo v pljuča skozi levo in desno pljučno lino. Vsak pljučni koren (levi in desni) sestavljajo:
- glavna sapnica
- pljučna arterija
- dve pljučni veni
- bronhialne arterije
- bronhialne vene
- avtonomni živčni pletež
- mezgovnice
- regionalne bezgavke